# Colonia Cabrera
Colonia Cabrera är en ort i Mexiko.   Den ligger i kommunen Paso del Macho och delstaten Veracruz, i den sydöstra delen av landet, 250 km öster om huvudstaden Mexico City. Colonia Cabrera ligger 603 meter över havet och antalet invånare är 417.
Terrängen runt Colonia Cabrera är varierad, och sluttar österut. Runt Colonia Cabrera är det ganska tätbefolkat, med 155 invånare per kvadratkilometer. Närmaste större samhälle är Córdoba, 18,5 km sydväst om Colonia Cabrera. Trakten runt Colonia Cabrera består till största delen av jordbruksmark.